# Chrysopa intemerata
Chrysopa intemerata is een insect uit de familie van de gaasvliegen (Chrysopidae), die tot de orde netvleugeligen (Neuroptera) behoort. 
Chrysopa intemerata is voor het eerst wetenschappelijk beschreven door Navás in 1934.